# Außenminister

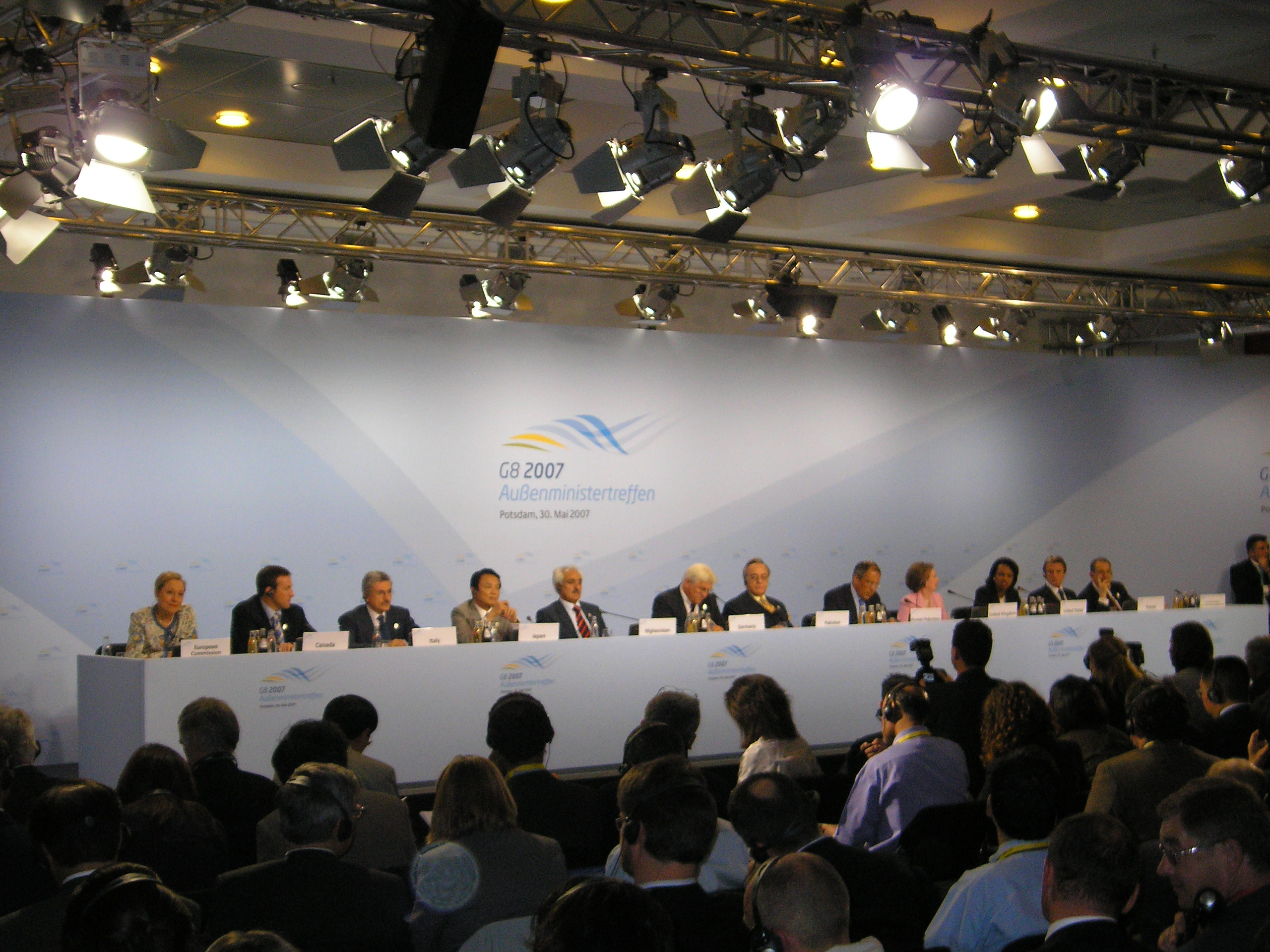
Außenministertreffen der G8-Staaten im Jahr 2007

Der Außenminister beziehungsweise die Außenministerin ist Mitglied der Regierung eines souveränen Staates und trägt bei der politischen Umsetzung der Außenpolitik eines Landes die Hauptverantwortung. In Deutschland wird die Bundesbehörde auch Auswärtiges Amt genannt.
Zudem sind Außenminister, in einigen Ländern, die höchsten Vertreter des Staates, neben dem Regierungschef und werden außerhalb ihres Landes mit Seine Exzellenz (S.E.) angesprochen. Im Bereich der internationalen Beziehungen gelten Außenminister in der Regel als vollumfänglich bevollmächtigte Vertretung des eigenen Landes.

## Europäische Staaten und EU

### Deutschland
In Deutschland lautet die offizielle Bezeichnung Bundesminister des Auswärtigen, er leitet das Auswärtige Amt. Am 8. Dezember 2021 startete erstmals die Amtszeit einer Ministerin für Auswärtige Angelegenheiten. Seit dem 6. Mai 2025 ist Johann Wadephul (CDU) Außenminister im Kabinett Merz. (Siehe auch: Liste der deutschen Außenminister)

### Österreich
Die offizielle Bezeichnung in Österreich lautet seit 29. Jänner 2020, wie schon von 2007 bis 2014, wieder Bundesminister für europäische und internationale Angelegenheiten, zwischenzeitlich lautete die Amtsbezeichnung Bundesminister für Europa, Integration und Äußeres. Er leitet das Bundesministerium für europäische und internationale Angelegenheiten (BMEIA). Seit dem 3. März 2025 amtierende Ministerin ist Beate Meinl-Reisinger (NEOS).

### Schweiz
In der Schweiz entspricht das Eidgenössische Departement für auswärtige Angelegenheiten (EDA) dem Außenministerium anderer Länder. Dem EDA steht ein Bundesrat (Mitglied des Bundesrates, d. h. der Regierung) vor, der in dieser Funktion als Departementsvorsteher, Vorsteher, Departementschef oder Chef (des Eidgenössischen Departements für auswärtige Angelegenheiten) bezeichnet wird. Zuweilen werden die vorstehenden Bezeichnungen auch nur mit dem Zusatz „EDA“ bzw. „des EDA“ ergänzt (z. B. Chef EDA oder Vorsteher des EDA). Amtierender Vorsteher des Eidgenössischen Departements für auswärtige Angelegenheiten ist seit 1. November 2017 Bundesrat Ignazio Cassis (FDP).

### Liechtenstein
Im Fürstentum Liechtenstein ist seit dem 25. März 2021 Regierungsrätin Dominque Hasler (VU) für die Ressorts Äußeres, Justiz und Kultur zuständig.

### Italien
In Italien ist die offizielle Bezeichnung Minister der Auswärtigen Angelegenheiten (Ministro degli Affari Esteri). Amtsinhaber ist seit dem 22. Oktober 2022 Antonio Tajani (Forza Italia).

### Europäische Union
In der Europäischen Union lautet die offizielle Bezeichnung Hoher Vertreter der EU für Außen- und Sicherheitspolitik, er leitet den Europäischen Auswärtigen Dienst. Amtsinhaberin  ist seit dem 1. Dezember 2024 Kaja Kallas.

## Weitere Staaten

### Vereinigte Staaten
In den Vereinigten Staaten von Amerika ist der Vorsteher des State Departments, der Secretary of State, für die Außenpolitik zuständig. Er ist das ranghöchste Mitglied des Kabinetts. Seit dem 21. Januar 2025 ist Marco Rubio (Republikanische Partei) Außenminister im Kabinett Trump II.

### Türkei
In der Türkei lautet die offizielle Bezeichnung Dışişleri Bakanı (deutsch: Minister für Auswärtige Angelegenheiten), er leitet das Dışişleri Bakanlığı (deutsch: Ministerium für Auswärtige Angelegenheiten). Derzeitiger Amtsträger ist seit dem 4. Juni 2023 Hakan Fidan (AKP) im Kabinett Erdoğan V.